# Campionato francese di rugby a 15 1928-1929
Il Campionato francese di rugby a 15 di prima divisione 1928-29 fu vinto dal Quillan che superò il Lézignan in finale.

## Formula
40 squadre divise in 8 gruppi di 5.
Le prime 3 alla seconda fase (8 gruppi di 3)
Le vincenti ai quarti di finale

## Primo turno
In grassetto le qualificate
| Gruppo A - Albi - Carcassonne - FC Lyon - Pau - Periguex | Gruppo B - Bayonne - Grenoble - Quillan - Racing - TOEC              | Gruppo C - Stade bagnérais - Stade bordelais - Arlequins perpignanais - Tolosa - Vienne |
| Gruppo D - Bayonne, - CASG - Cognac - Pamiers - Toulon   | Gruppo E - Bègles - Béziers - Boucau - Saint-Girons - Stade français | Gruppo F - Biarritz - Lourdes - Montauban - Montferrand - Perpignan                     |
| Gruppo G - Dax - Libourne - Limoges - Narbonne - Fumel   | Gruppo H - Agen - Bordeaux - Lézignan - Mazamet - Stadoceste tarbais |                                                                                         |

## Secondo turno
Le vincenti ai quarti di finale
| Gruppo A - Tolone - Tolosa - Narbonne       | Gruppo B - Agen - Arlequins perpignanais - Biarritz | Gruppo C - Stade bordelais - Pau - Montferrand |
| Gruppo D - Quillan - Bègles - Limoges rugby | Gruppo E - 'Lézignan - Grenoble - Boucau            | Gruppo F - Carcassonne - Dax - CASG            |
| Gruppo G - Béziers - SA Bordeaux - Albi     | Gruppo H - Perpignan - Bayonne - Cognac             |                                                |

## Quarti di finale
| Tolosa aprile 1929 | Lézignan | 17 – 5 | Stade bordelais |  |

| Narbonne aprile 1929 | Béziers | 6 – 6 (d.t.s.) | Carcassonne |  |

| aprile 1929 | Béziers | 3 – 0 | Carcassonne |  |

| aprile 1929 | Agen | 6 – 6 (d.t.s.) | Perpignan |  |

| aprile 1929 | Agen | 15 – 4 | US Perpignan |  |

| aprile 1929 | Quillan | 27 – 3 | Tolone |  |

## Semifinali
| maggio 1929 | Lézignan | 9 – 6 | Béziers |  |

| Bordeaux maggio 1929 | Quillan | 17 – 3 | Agen |  |

## Finale
| Arbitro: | André Jasmin |

| |            | |
| mete: Bonnet, Rière Baillette trasf.: Ribère | Marcatori  | mete: Clady Fabre trasf.:Fabre |
| Jean Lladères Marcel Soler Marcel Baillette René Bonnemaison Jean Bonnet Amédée Cutzach François Corbin Eugène Ribère Pierre Pourrech Jean Galia André Rière Germain Raynaud Georges Delort Georges Martres Guy Flamand | Formazioni | André Calmet Michel Bigorre Marius Dedieu Robert Gachein Pierre Cance Louis Bès Roger Llary Antoine Wisser Célestin Wisser Arthur Boyer Louis Haener André Clady Léon Duezo Maurice Porra Léopold Fabre |

## Altre competizioni
Nel campionato "Honneur" (2ª divisione) il Roanne superò l'Olympique de Carmaux in finale 11 a 0.
In "Promotion" (3ª divisione) il Football Club Auscitain superò l'Union Sportive Domène 6 a 3.
In quarta serie il Club Amical de Morcenx superò il Saint-Marcellin 16 a 0.
Lo Stade Français fu campione di Francia delle "squadre riserve", battendo in finale il Biarritz 3 a 0.

## Fonti
- L'Humanité, 1928-1929